# فيلاأوربانا
فيلاأوربانا، (بالإنجليزية: Villaurbana)‏، هي بلدية، في مقاطعة أوريستانو، في إقليم سردينيا الإيطالي، وتقع على بعد حوالي 80 كم (50 ميل) شمال غرب كالياري، وحوالي 15 كم (9 ميل) شرق أوريستانو.

## السكان
في سنة 1861 بلغ عدد السكان 1٬182 نسمة، وتطور العدد ليصل في سنة 2011 لـ 1٬731 نسمة.
يظهر هذا المخطط البياني تطور النمو السكاني لـ فيلاأوربانا